# زمین‌لرزه ۱۹۳۶ کلمبیا
زمین‌لرزه کلمبیا  در تاریخ ۹ ژانویه ۱۹۳۶ میلادی، برابر با ‎۱۸ دی ۱۳۱۴، ساعت ۹:۲۳:۰۰ به زمان یوتی‌سی در کلمبیا رخ داد. بزرگی آن ۷ در مقیاس ریشتر اعلام شده‌است. زمین‌لرزه به وقت محلی در روز پنج‌شنبه، ساعت ۴ روی داده و منطقه زمانی آن یوتی‌سی -۵ بوده‌است .
سازمان زمین‌شناسی آمریکا نیز جای این زمین‌لرزه را در مختصات ۱°۰۶′شمالی ۷۷°۳۶′غربی / ۱٫۱°شمالی ۷۷٫۶°غربی و بزرگی آنرا برابر با ۷ در مقیاس ریشتر اعلام کرده‌است. 
شمار کشتگان زلزله حدود ۲۵۰ نفر بوده‌است.